# Sieghard von Aquileia
Sieghard von Aquileia (Syrus, Sigehard von Peilstein) († 12. August 1077) aus dem Hause der bayerischen Sieghardinger war 1068 bis 1077 Patriarch von Aquileia.
Sieghard war der Sohn von Sieghard VII., Graf im Chiemgau, und der Bilihild von Andechs.
1072 kam es zur Fertigstellung des Klosters Michaelbeuern, die seine Mutter Bilihild sehr betrieben hatte, und zur Weihe der Kirche durch den Patriarchen und andere geistliche Würdenträger. Im selben Jahr schenkte Patriarch Sieghard seiner Schwester Friedgund, Äbtissin von St. Maria in Aquileia, einige Dörfer in Italien.
Nach Heinrichs IV. Gang nach Canossa im Januar 1077 verlieh der König dem Patriarchen die Grafschaft Friaul und das Landgut Lunzanicha/Lucenigo (w. Görz) und das ganze Lehen, das bisher Graf Ludwig, ein Nachfolger Graf Werigands, besessen hatte, mit allen dem König und dem Kärntner Herzog zustehenden Rechten (Urkunde zu Pavia von März/April 1077) und konnte ihn damit für seine Sache im Investiturstreit gewinnen; daraufhin ermöglichte ihm Patriarch Sieghard die zügige Rückkehr über die Alpen nach Bayern; laut Urkunden  von Nürnberg, 11. Juni 1077 verlieh Heinrich IV. dann dem Patriarchen „und seinen Nachfolgern“ auch die Marken Istrien und Krain.
Damit war Patriarch Sieghard Landesherr geworden; er starb allerdings einige Monate später mit etlichen seiner Ritter eines plötzlichen Todes.